# شهريار الدربندي
كان شهريار أرستقراطيًا إيرانيًا، شغل منصب قائد كوثا، وهي مدينة قديمة قريبة من العاصمة الساسانية قطسيفون.
ولد في دربند لعائلة دهقان، ورد ذكر شهريار لأول مرة أثناء الفتح الإسلامي لفارس، حيث تم تعيينه في عام 637 قائدًا لكوثا من قبل الضابطين العسكريين مهران الرازي ونخيرجان. ثم ذهب الضابطان العسكريان إلى قطسيفون، بينما بقي شهريار في كوثا.
وسرعان ما وصل العرب إلى كوثا، وعندما وصلوا إلى هناك قال لهم شهريار الكلام التالي: "ليتقدم إلي منكم رجل أو راكب كبير وقوي حتى ألقنه درسا". ثم أهان القائد العربي زهرة بن الحوية شهريار، مما جعله يهاجم الجيش العربي؛ لكن شهريار هُزم في النهاية وقُتل خلال الاشتباك. 